# Albert Burckhardt
Albert Burckhardt (auch Burckhardt-Finsler; * 18. November 1854 in Basel; † 2. August 1911 ebenda) war ein Schweizer Historiker und Politiker (FDP).

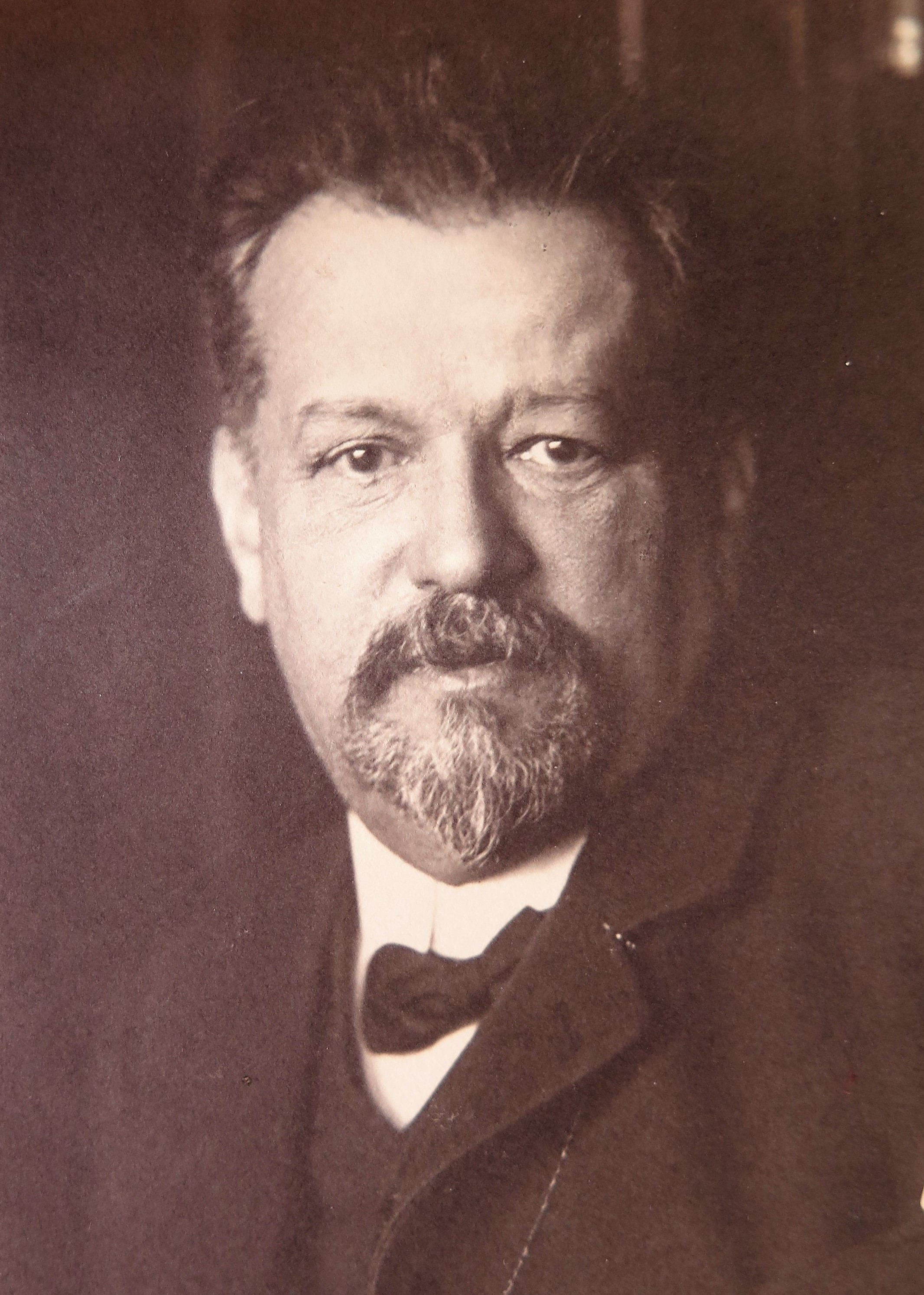
Albert Burckhardt-Finsler, ca. 1905

## Leben und Werk
Albert Burckhardt, der Sohn eines Pastetenbäckers in Basel, absolvierte nach dem Gymnasium zuerst ein Rechtsstudium in Basel und Leipzig, das er 1878 mit der Promotion zum Dr. iur. abschloss. Anschliessend studierte er Geschichte an der Universität Zürich. 1882–1892 wirkte er als Gymnasiallehrer für Geschichte und Geografie in Basel. Zudem war er ab 1880 Privatdozent für Geschichte und 1890–1905 ausserordentlicher Professor für Schweizergeschichte an der Universität Basel. Darüber hinaus wirkte er 1883–1902 als Konservator der Mittelalterlichen Sammlung bzw. des 1894 eröffneten Historischen Museums. 1890 gehörte er zu den Gründern des Basler Verkehrsvereins und 1905 war er der erste Präsident der Schweizer Vereinigung für Heimatschutz.
Albert Burckhardt war auch politisch aktiv. 1893–1902 sass er für die Freisinnigen im Grossen Rat des Kantons Basel-Stadt. 1902 wurde er zum Regierungsrat gewählt, ein Amt, das er bis 1910 innehatte. 
Burckhardt heiratete 1882 Elisabeth Finsler (1857–1937). Ihre Tochter Anna Margaretha Burckhardt (1888–1969) heiratete 1909 den Biologen Paul Steinmann. Die Tochter Gertrud Burckhardt war Malerin und Kunsthandwerkerin.

## Schriften (Auswahl)
- Basel zur Zeit des dreissigjährigen Krieges, 2 Bände, Basel 1880–1881 (Neujahrsblätter der GGG)
- (mit Rudolf Wackernagel) Geschichte und Beschreibung des Rathauses zu Basel, Basel 1886
- Der Durchmarsch der Alliierten durch Basel. In: Jahrbuch für schweizerische Geschichte, Bd. 23, 1898, S. 31–88. (doi:10.5169/seals-33361#116)
- Die Schweiz unter den salischen Kaisern, Basel 1890 (Neujahrsblatt)
- Zur Entstehungsgeschichte der Mediationsverfassung. In: Basler Zeitschrift für Geschichte und Altertumskunde, 1904. (Digitalisat)